# Хліб і троянди (фільм, 1960)
«Хліб і троянди» (рос. «Хлеб и розы») — радянський художній фільм-драма 1960 року, знятий режисером Федором Філіпповим на кіностудії «Мосфільм».

## Сюжет
За однойменною п'єсою А. Салинського. Молодий робітник з Санкт-Петербургу Гавриїл Івушкін (Павло Кадочников) вирушив зі своїми товаришами в алтайський степ будувати комуну. Там городяни показали біднякам, як треба працювати. Холод і голод, боротьба з контрреволюцією — все витримав Гавриїл Івушкін. Але приховати свого почуття до красуні Любаші Тіунової (Олександра Зав'ялова), дочки місцевого куркуля — він не зміг. Любаша теж полюбила Івушкіна, але багато у ньому було для неї новим і незрозумілим. Їхні шляхи розійдуться, але прийде час і Любаша все кине заради того, щоб бути поруч з Гавриїлом.

## У ролях
- Павло Кадочников — Гавриїл Івушкін, керівник комуни
- Людмила Касаткіна — Ліза Нікітіна, комунарка
- Олександра Зав'ялова — Любаша Тіунова, дочка куркуля Ферапонта
- Сергій Калінін — дід Федосій
- Анатолій Соловйов — Самійло Петелькін
- Анатолій Кубацький — Онисим Охапкін
- Гліб Глєбов — Ферапонт Тіунов, куркуль
- Едуард Бредун — Петька Тельніхін
- Леонід Пархоменко — дзвонар
- Павло Волков — Гольцев
- Олександра Данилова — Парасковія
- Інна Федорова — Агафія
- Клавдія Хабарова — Фрося
- Раднер Муратов — Альошка з куркульської банди
- Сергій Юртайкин — Никифоров
- Юрій Дубровін — Кокорін
- Є. Кушнерайт — Іван Охапкін
- Віра Алтайська — Меланія
- Євгенія Волкова — епізод
- Лідія Сергєєва — епізод
- Вікторія Чаєва — Антоніна
- Віктор Колпаков — старий козак
- Віктор Кузнецов — епізод
- Юрій Леонідов — Ілля, старший син Ферапонта Тіунова
- Володимир Маренков — Прохор Тіунов
- Олексій Миронов — комунар
- Сергій Ніколаєв — комунар
- Павло Тарасов — епізод
- Павло Шпрингфельд — білогвардійський капітан
- Лев Фричинський — Юхим
- Петро Конойко — шахтар
- Володимир Владиславський — епізод
- Семен Морозов — син Самійло Петелькіна
- Ольга Маркіна — епізод
- Віктор Лазарев — епізод
- Ганс Фльоссель — епізод

## Знімальна група
- Режисер — Федір Філіппов
- Сценарист — Афанасій Салинський
- Оператори — Петро Ємельянов, Ігор Черних
- Композитор — Микола Крюков
- Художники — Фелікс Ясюкевич, Борис Чеботарьов